# Nicholas Aylward Vigors
Nicholas Aylward Vigors   (Comtat de Carlow, 1785 - Londres, 26 d'octubre de 1840) fou un zoòleg i polític irlandès.

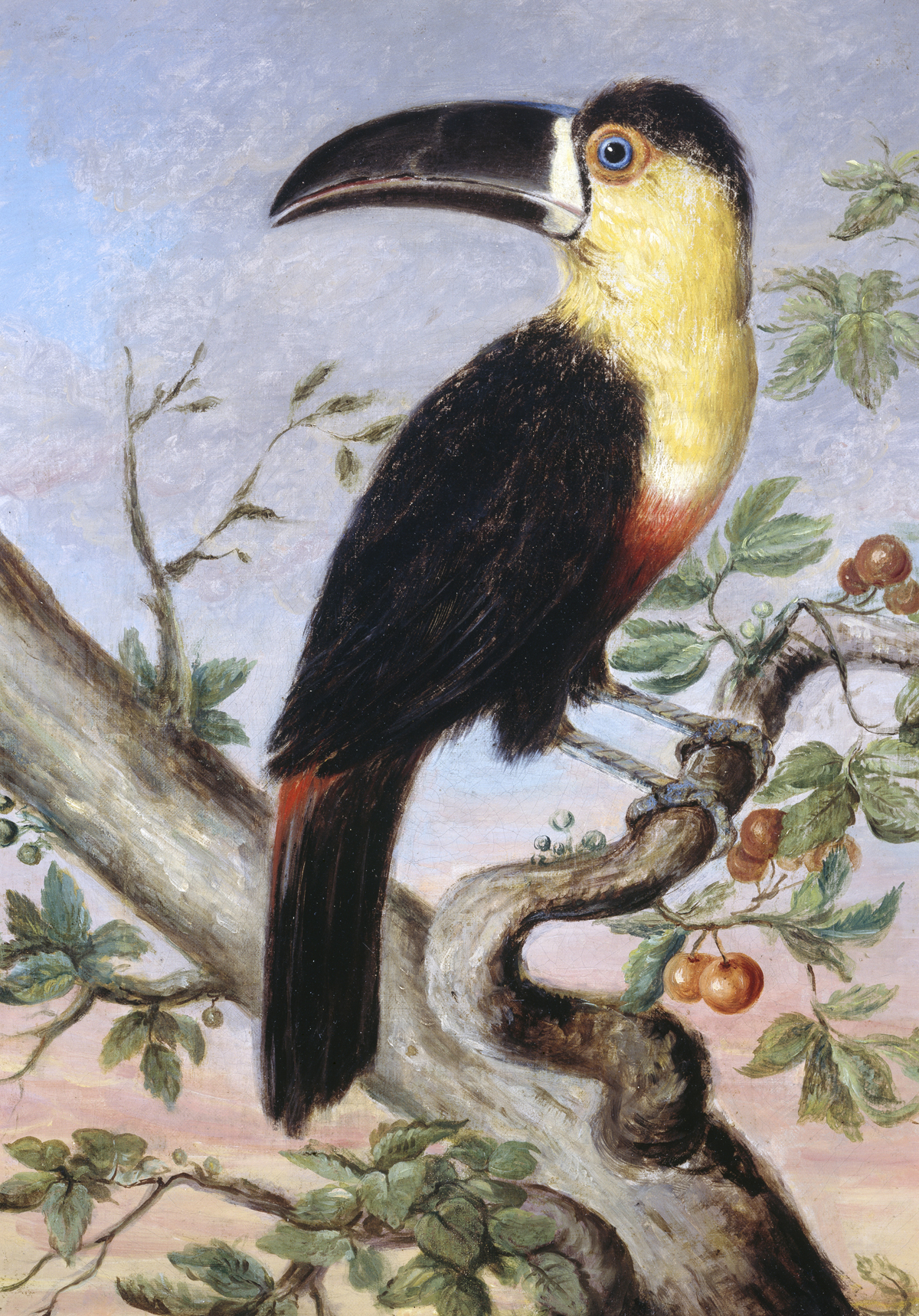
Dibuix d'un tucà realitzat per N.A. Vigors

La família Vigors va viure a Old Leighlin, County Carlow (Irlanda). Va estudiar al Trinity College, a Oxford. Va servir en l'exèrcit durant la Guerra Peninsular de 1809 a 1811 i després va tornar a Oxford, graduant-se en 1817. Va exercir com a advocat i es va doctorar en Dret Civil l'any 1832.
Va ser cofundador de la Societat Zoològica de Londres l'any 1826, i va ocupar la primera secretaria fins a l'any 1833. Va ser també membre de la Societat Linneana i de la Royal Society.
Autor de 40 treballs, principalment sobre ornitologia, va escriure el text de John Gould's: A Century of Birds from the Himàlaia Mountains (1830–32) i va descriure el gènere Struthio d'estruç.
Va ser diputat pel districte de Carlow des de 1832 fins a 1835. Vigors va guanyar la posterior elecció parcial per la cambra general l'any 1837 i va conservar el seient fins a la seva mort.

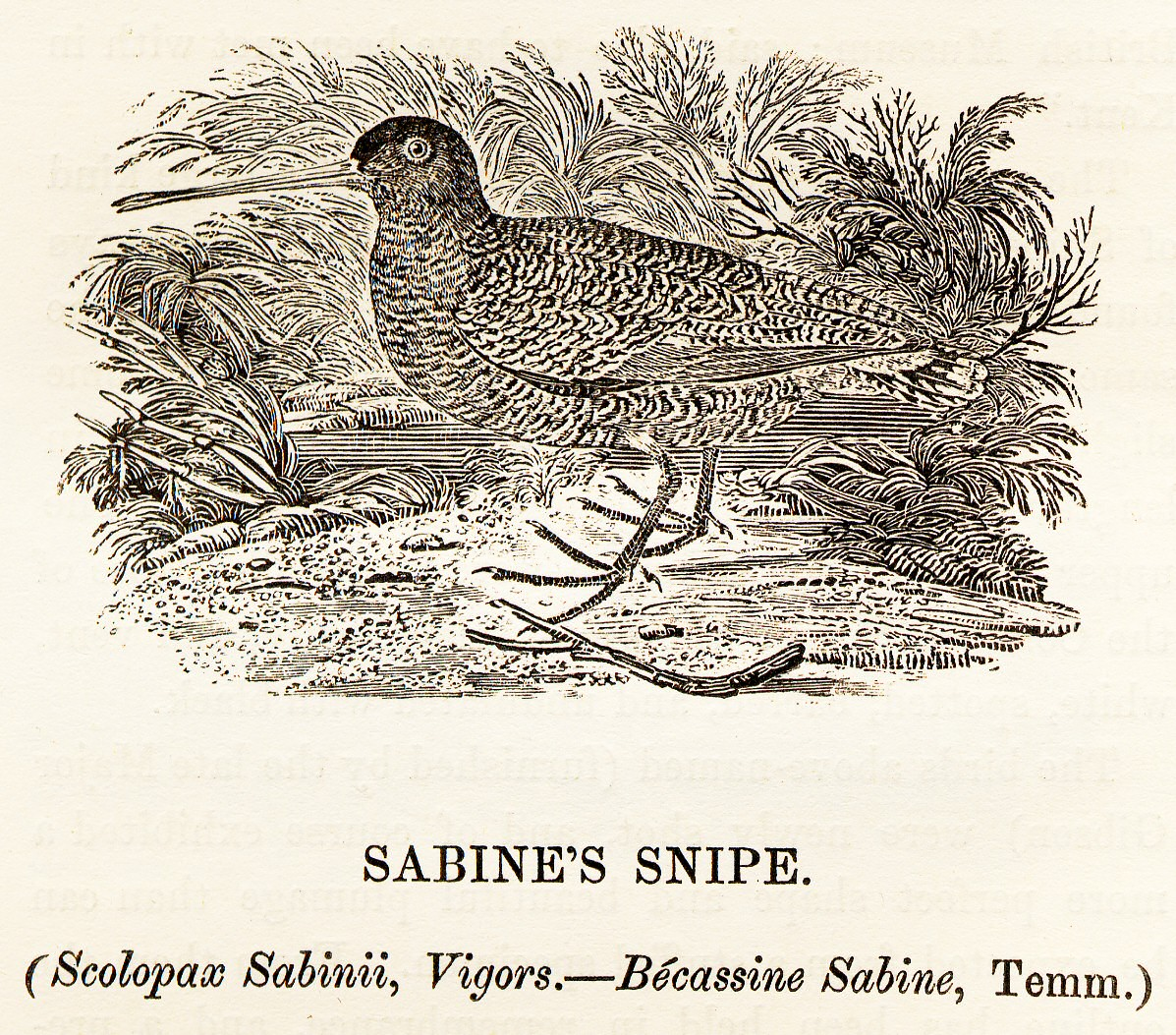
Descripció feta per Vigors de l'au Sabine's snipe, feta en un gravat de fusta l'any 1825.

## Altres publicacions
- An inquiry into the nature and extent of poetic licence. Mackinlay & Bensley, Londres 1810
- A statement of persecutions on the part of certain Tory landlords in the County of Carlow. Ridgways, Londres 1836